# Ешану, Никушор
Никушор Ешану (рум. Nicuşor Eşanu; 12 декабря 1954, Бухарест) —— румынский гребец на байдарке, серебряный призёр Олимпийских игр 1980 года в Москве, чемпион мира 1979 года. Заслуженный мастер спорта Румынии (1988).

## Биография
На Олимпиаде 1976 года в Монреале пришёл четвёртым в заплыве байдарок-четверок на 1000 метров.
В 1979 году на Чемпионате мира в Дуйсбурге в паре с Йоном Бырлэдяну стал чемпионом в заплыве байдарок-двоек на 10 километров.
В 1980 году на Олимпийских играх в Москве пришёл вторым в заплыве байдарок-четверок на 1000 метров.